# Atusa Purkaszijan
Atusa Purkaszijan, Atousa Pourkashiyan, pers. آتوسا پورکاشیان, Ātūsā Pūrkāshiyān (ur. 16 maja 1988 w Teheranie) – irańska szachistka, arcymistrzyni od 2009 roku.

## Kariera szachowa
Dwukrotnie zdobyła medale mistrzostw świata juniorek: złoty (Oropesa del Mar 2000 – MŚ do 12 lat) oraz brązowy (Heraklion 2002 – MŚ do 14 lat). Wielokrotnie startowała w finałach indywidualnych mistrzostw Iranu, zdobywając 8 medali: 7 złotych (2005, 2006, 2008, 2009, 2011, 2013, 2014) oraz srebrny (2010).
Normy na tytuł arcymistrzyni wypełniła w latach 2006 (w Abu Zabi) oraz 2008 (podczas olimpiady w Dreźnie). W 2008  zdobyła w Pekinie brązowy medal 1. Olimpiady Sportów Umysłowych (w konkurencji par mieszanych – razem z Ehsanem Ghaemem Maghamim, szachy szybkie). Dwukrotnie zdobyła medale indywidualnych mistrzostw Azji: złoty (Subic Bay 2010) i srebrny (Szardża 2014). Trzykrotnie uczestniczyła w pucharowych turniejach o mistrzostwo świata: Jekaterynburg 2006 (porażka w I rundzie z Viktoriją Čmilytė), Nalczyk 2008 (porażka w I rundzie z Aleksandrą Kostieniuk) i Chanty-Mansyjsk 2012 (porażka w I rundzie z Ju Wenjun).
Wielokrotnie reprezentowała Iran w turniejach drużynowych, między innymi:
- siedmiokrotnie na olimpiadach szachowych (w latach 2000, 2002, 2004, 2006, 2008, 2010, 2012)[13],
- pięciokrotnie na drużynowych mistrzostwach Azji (w latach 2003, 2005, 2008, 2009, 2012); trzykrotna medalistka: wspólnie z drużyną – brązowa (2009) oraz indywidualnie – dwukrotnie brązowa (2005 – na II szachownicy, 2008 – na I szachownicy)[14],
- na olimpiadzie szachowej juniorów do 16 lat (w roku 2004)[15].

Najwyższy wynik rankingowy w dotychczasowej karierze osiągnęła 1 maja 2011; mając 2374 punktów, zajmowała wówczas 92. miejsce na światowej liście FIDE, jednocześnie zajmując 1. miejsce wśród szachistek irańskich.